# Rădășeni (gmina)
Rădășeni – gmina w Rumunii, w okręgu Suczawa. Obejmuje miejscowości Lămășeni, Pocoleni i Rădășeni. W 2011 roku liczyła 3575 mieszkańców.